# Dry Cleaning
Dry Cleaning is een Engelse post-punk- en art rock-band die in 2018 in Zuid-Londen werd opgericht en bestaat uit zangeres Florence Shaw, gitarist Tom Dowse, bassist Lewis Maynard en drummer Nick Buxton. De band staat bekend om het gebruik van spoken word en onconventionele teksten.
De muziekstijl wordt wel vergeleken met Wire, Magazine en Joy Division en is omschreven als "Annette Peacock als leadzangeres van the Fall of PiL of Siouxsie and the Banshees".
In 2021 werd het debuutalbum New Long Leg uitgebracht.

## Geschiedenis
Lewis Maynard, Tom Dowse en Nick Buxton waren al langere tijd bevriend en kwamen elkaar via hun respectieve bands tegen in het Londense circuit, waarna ze in 2017 Dry Cleaning begonnen. Ze probeerden maandenlang zangeres Florence Shaw over te halen om bij de band te komen. Dat lukte pas toen haar, uitgenodigd op een oefensessie, gevraagd werd om te praten in plaats van te zingen, onder meer op het nummer Private Life van Grace Jones. Ze las hardop voor, terwijl de overige bandleden haar muzikaal begeleidden. Ze noemde dit moment “net als die kleffe films over bands, op het moment dat ze hun hit schrijven en dat magische moment er is."
In 2019 verscheen de debuutsingle, "Magic of Meghan". Shaw schreef het nummer naar aanleiding van het feit dat ze haar partner verliet op de dag van de huwelijksaankondiging van  Meghan Markle en Prins Harry. Datzelfde jaar kwamen twee ep's uit, Sweet Princess en Boundary Road Snacks and Drinks. The band kwam in 2020 op de lijst '100 essential new artists' van de NME terecht.
Eind 2020 tekende Dry Cleaning een contract bij 4AD en bracht de single "Scratchcard Lanyard" uit. In april 2021 kwam het debuutalbum New Long Leg uit, dat tot een vierde plaats in de UK Albums Chart reikte, en tot de eerste plaats in de UK Indie Chart.

## Discografie

### Albums
- New Long Leg (2021)
- Stumpwork (2022)

### Ep's
- Sweet Princess (2019)
- Boundary Road Snacks and Drinks (2019)
- Tascam Sessions (2021)
- Swampy (2023)

### Singles
- "Magic of Meghan" (2019)
- "Goodnight" (2019)
- "Sit Down Meal" (2019)
- "Viking Hair" (2019)
- "Scratchcard Lanyard" (2020)
- "Strong Feelings" (2021)
- "Don't Press Me" (2022)
- "Anna Calls from the Arctic" (2022)
- "Gary Ashby" (2022)
- "No Decent Shoes For Rain" (2022)